# 国道N1号 (ガボン)
国道N1号線（こくどうエヌいちごうせん、フランス語: Route nationale 1,Rn1、英語: N1 road）は、ガボンの国道。

## 概要
国道N1号線は、首都・リーブルヴィルから東下してクグルで国道N5号と分岐し、東南に向きを変える。ビフンの東南で国道N2号と分岐し、オゴウェ川の左岸沿いに西南に向きを変える。ランバレネでオゴウェ川を渡って南下し、ヨムビでR23と分岐した後東南に向きを変えムイラを通過しンドゥンデに達する。ンドゥンデで国道N6号と交差（一部共用あり）した後さらに東南に向かいドゥサラの東南でコンゴ国境に達する。国道N1号線の舗装区間はリーブルヴィルからランバレネ市内までで、そこから先は未舗装区間になる。

## 通過自治体
- エスチュエール州
- モワイエン・オゴウェ州
- ングニエ州